# Gama (barco torpedeiro)
A Gama foi um navio de guerra que serviu a Armada Imperial Brasileira.

## História
O barco foi construído no estaleiro Thornycroft em Cheswick, Inglaterra. Foi adquirido em 1883 recebendo o nome Gama. Pelo Aviso n.º 1541A de 19 de agosto de 1884 foi oficialmente incorporada a Esquadra de Evoluções, um grupo dos melhores navios da armada imperial cujo objetivo era estudar e desenvolver nova táticas de batalha naval.